# Spintariskop

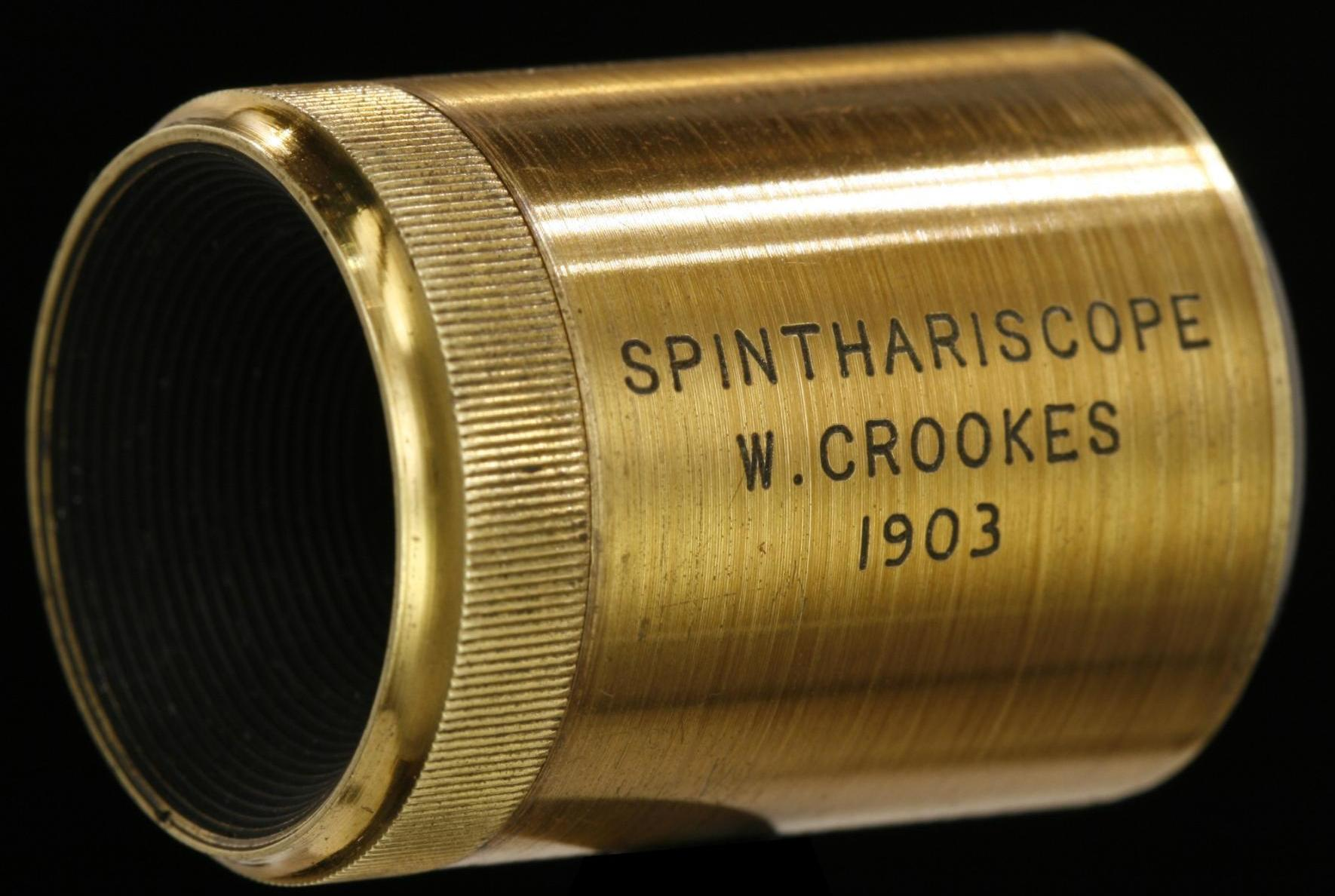
Spinthariskop z roku 1903

Spintariskop (řec.) je vynález Williama Crookese.

## Popis
Jedná se o první sestrojené zařízení pro počítání zábleskových výbojů, které vznikají v některých látkách, například v sulfidu zinečnatém. Záblesk vzniká při dopadu ionizujících částic na povrch materiálu. Tyto záblesky je možno pozorovat na stínitku zařízení lupou—okulárem.

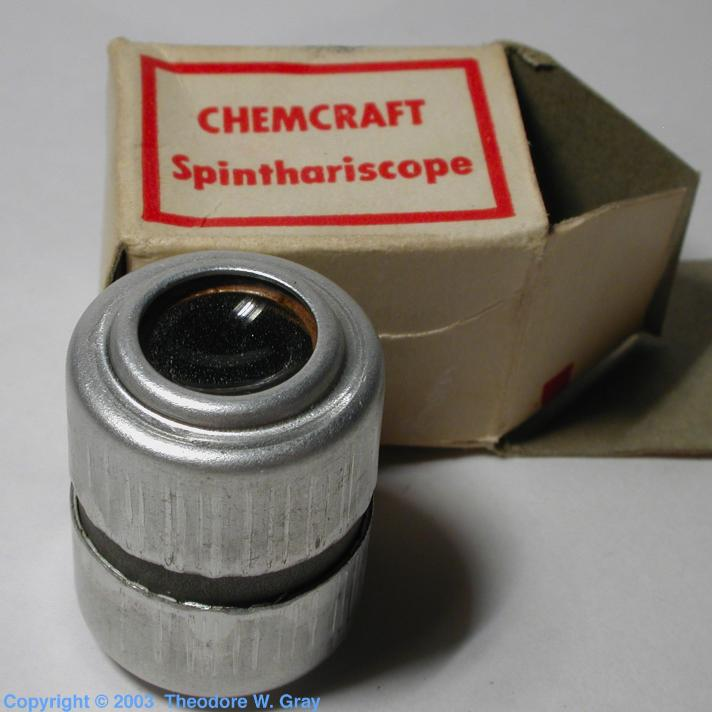
Spinthariskop
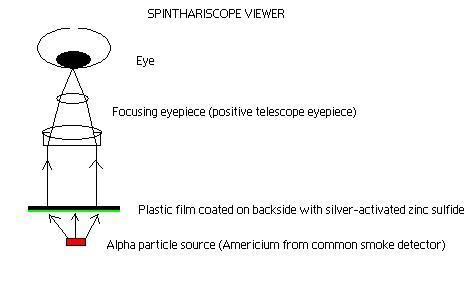
Schema přístroje